# Verein für Bewegungsspiele Königsberg
Il Verein für Bewegungsspiele e.V. 1900 Königsberg era la principale e più titolata squadra di calcio di Königsberg (oggi Kaliningrad), capoluogo della Prussia Orientale.

## Storia
Fondata il 7 luglio 1900 con il nome di F.C. 1900 Königsberg, nel 1907 ha assunto la denominazione di "Verein für Bewegungsspiele Königsberg". Il suo migliore risultato sono state le semifinali del campionato Tedesco nel 1923.
Fin dalla sua fondazione si è imposta come squadra più titolata di Königsberg. Nelle 17 edizioni del Campionato di Königsberg, disputate dal 1904 al 1925, risulterà vincitore 13 volte, lasciando il primato in sole quattro occasioni ai rivali del KS Prussia-Samland.
I suoi momenti migliori li ha avuti dal 1904 al 1909, dal 1923 al 1931 e dal 1940 al 1944.
Nel 1908 e nel 1909 riesce a qualificarsi nelle fasi nazionali del Campionato tedesco venendo però eliminata in entrambi i casi dal Berliner TuFC Viktoria in modo netto (0-7 e 1-12).
Il VfB ritorna alla ribalta nel 1923 dove per nove anni di seguito, fino al 1931, si qualifica alle fasi Nazionali. Nel 1923 è esentata dal partecipare al primo turno e disputa le semifinali, risultato che non riuscirà più a ripetere. In questo periodo verrà eliminata da squadre titolate come l'Amburgo (2 volte), l'Hertha Berlino (3 volte), il Dresdner SC (2 volte). Nelle sfide con l'Hertha Berlino viene sfiorata la clamorosa qualificazione grazie alle prodigiose parate del "cerbero" Paul Gehlhaar, che verrà poi acquistato proprio dalla squadra della capitale. Nel 1928 il VfB vince la sua prima partita della fase nazionale contro il Breslauer SC (3-2) qualificandosi per i quarti di finale dove sarà eliminata dall'Amburgo. L'anno successivo viene ancora affrontata la squadra della Slesia che stavolta riesce a prevalere.
Dopo un periodo di appannamento, il VfB ritorna alla ribalta nel 1940, qualificandosi per le fasi nazionali. La prima fase stavolta è strutturata in un girone a tre con gare di andate e ritorno; nonostante tre vittorie il VfB non si qualifica a causa della peggior differenza reti rispetto al Union Oberschöneweide. Il VfB si qualificherà anche nei quattro anni successivi, ma arriverà ai quarti di finale solamente in un'occasione nel 1942.
A seguito degli eventi della Seconda guerra mondiale cesserà ogni attività nel 1945.

## Palmarès
- Campionato di Königsberg: 1903/04, 1904/05, 1905/06, 1906/07, 1907/08, 1908/09, 1910/11, 1911/12, 1920/21, 1921/22, 1922/23, 1923/24, 1924/25
- Campionato della Prussia Orientale: 1920/21, 1921/22, 1922/23, 1923/24, 1924/25 1925/26, 1926/27, 1927/28, 1928/29, 1929/30, 1930/31, 1931/32
- 11 Campione della Germania nord-orientale (Lega Baltica): 1908, 1909, 1920, 1921, 1922, 1923, 1924, 1925, 1926, 1928, 1929, 1930,
- 5 Campione della Prussia Orientale: 1940, 1941, 1942, 1943, 1944
- 15 volte ha partecipato alle fasi finali del Campionato Tedesco: 1908, 1909, 1923, 1924, 1925, 1926, 1927, 1928, 1929, 1930, 1931, 1940, 1941, 1942, 1944